# Aconogonon hissaricum
Aconogonon hissaricum är en slideväxtart som först beskrevs av M. Pop., och fick sitt nu gällande namn av Sojak. Aconogonon hissaricum ingår i släktet sliden, och familjen slideväxter. Inga underarter finns listade i Catalogue of Life.